# Fanaholmen
Fanaholmen est une île norvégienne du comté de Hordaland appartenant administrativement à Bergen.

## Description
Rocheuse et couverte d'arbres, à fleur d'eau, elle s'étend sur environ 132 m de longueur pour une largeur approximative de 118 m. Elle compte une habitations. 